# Impulso specifico
Gli impulsi specifici sono dei parametri di merito dei propulsori aerospaziali (specialmente endoreattori) o dell'intero sistema propulsivo.  

## Impulso specifico ponderale di un endoreattore
L'impulso specifico ponderale è definito come il rapporto tra l'impulso totale e la forza peso della massa di propellente consumato, ossia:
{\displaystyle I_{sp}:={\frac {I_{tot}}{m_{c}\,g_{0}}}}
L'impulso totale può essere ricavato come la spinta S (modulo del vettore spinta) per il tempo totale di combustione, da cui l'impulso specifico ponderale risulta essere la spinta sulla portata ponderale di propellente consumato (portata in peso):
{\displaystyle I_{sp}={\frac {S}{\dot {w}}}={\frac {S}{{\dot {m}}_{c}\,g_{0}}}}
dove {\displaystyle {\dot {w}}} rappresenta la portata ponderale di propellente consumato, mentre {\displaystyle {\dot {m}}} la portata massica di propellente consumato.
Esplicitando il valore della spinta si ha
{\displaystyle I_{sp}={\frac {{\dot {m}}u_{e}+(p_{e}-p_{a})A_{e}}{\dot {w}}}={\frac {1}{g_{0}}}\left(u_{e}+{\frac {(p_{e}-p_{a})A_{e}}{\dot {m}}}\right).}
L'impulso specifico ponderale è un parametro del propulsore e costituisce uno dei parametri quantitativi e qualitativi più importanti in astronautica ed in propulsione aerospaziale. 
Nel caso di ugello adattato, la parte statica dell'espressione della spinta S diventa nulla ({\displaystyle p_{e}=p_{a}}), da cui
{\displaystyle I_{sp}={\frac {u_{e}}{g_{0}}}}
dove {\displaystyle u_{e}} rappresenta la velocità di efflusso dei gas combusti relativa al veicolo di lancio.

## Impulso specifico volumetrico di un endoreattore
L'impulso specifico volumetrico è espresso come l'impulso specifico ponderale per la densità media del propellente:
{\displaystyle I_{sp,v}:=I_{sp}\cdot \rho _{p}}
{\displaystyle I_{sp,v}={\frac {\rho _{p}}{g_{0}}}\left(u_{e}+{\frac {(p_{e}-p_{a})A_{e}}{\dot {m}}}\right)}
ed assume importanza fondamentale nei propulsori imbarcati.
Nel caso di ugello adattato l'impulso specifico volumetrico assume l'espressione
{\displaystyle I_{sp,v}={\frac {\rho _{p}}{g_{0}}}u_{e}}

## Impulso specifico di sistema
Un ulteriore parametro è l'impulso specifico del sistema propulsivo o impulso specifico di sistema, definito come
{\displaystyle I_{ssp}={\frac {I_{tot}}{M_{sp}}}}
ossia l'impulso totale sulla massa dell'intero sistema propulsivo, comprendente le masse del propellente, degli impianti di contenimento e controllo, gestione e condizionamento, guida. È quindi un parametro di merito dell'intero sistema propulsivo, importante nella gestione globale di una missione aerospaziale.
Esprimendo poi l'impulso totale come l'impulso specifico ponderale per il peso di propellente consumato, si ha
{\displaystyle I_{ssp}={\frac {I_{sp}W_{prop}}{M_{sp}}}={\frac {I_{sp}{\dot {w}}_{prop}t_{b}}{M_{sp}}}={\frac {S\,t_{b}}{M_{sp}}}}

## Unità di misura
L'unità di misura dell'impulso specifico ponderale per il SI è il secondo. L'impulso specifico volumetrico si esprime in [s kg m−3]. L'impulso totale in [N s].
È inoltre unanimemente condiviso il fatto che sarebbe stata una scelta più opportuna definire l'impulso specifico ponderale come spinta per unità di portata massica anziché portata ponderale (mancherebbe il termine g0): in questo caso l'unità di misura sarebbe analoga alla velocità, e nel caso di ugello adattato l'impulso specifico sarebbe proprio la velocità di espulsione dei gas combusti relativa al veicolo.

## Valori tipici
L'impulso specifico rappresenta una caratteristica importante dei razzi. Dipende strettamente dal propellente utilizzato dal motore:
- Chimici:
  - Propellenti liquidi Isp = 300-460 s (monopropellenti liquidi 250 s, propellenti stivabili 400 s, criogenici 500 s)
  - Propellenti solidi Isp = 180-260 s
  - Propellenti ibridi Isp = 300-350 s
  - LOX-LH2 Isp = 450 s
- Elettrici:
  - Arcogetti Isp = 1000 s
  - Resistogetti Isp = 300-400 s
  - Propulsori ionici Isp = 3000-5000 s (teoricamente fino a 100000 s)
  - Motori al plasma Isp = 10000 s
- Nucleare:
  - Fusione Isp = 3000 s
  - Fissione Isp = 1000 s
- Radiante:
  - Sole Isp = 700 s
- Gas freddo (propulsione personale):
  - Gas a CO2: Isp = 70 s
  - Gas a He: Isp = 200 s
  - Gas a Idrogeno: Isp = 300 s